# Lingewaard
Lingewaard est une commune néerlandaise, en province de Gueldre.
La commune a été créée le 1er janvier 2001 par la fusion des communes de Bemmel, Gendt et Huissen. Jusqu'au 1er janvier 2003, la commune s'appelait encore Bemmel ; après cette date, le nom de Lingewaard a été officiellement adopté.

## Galerie

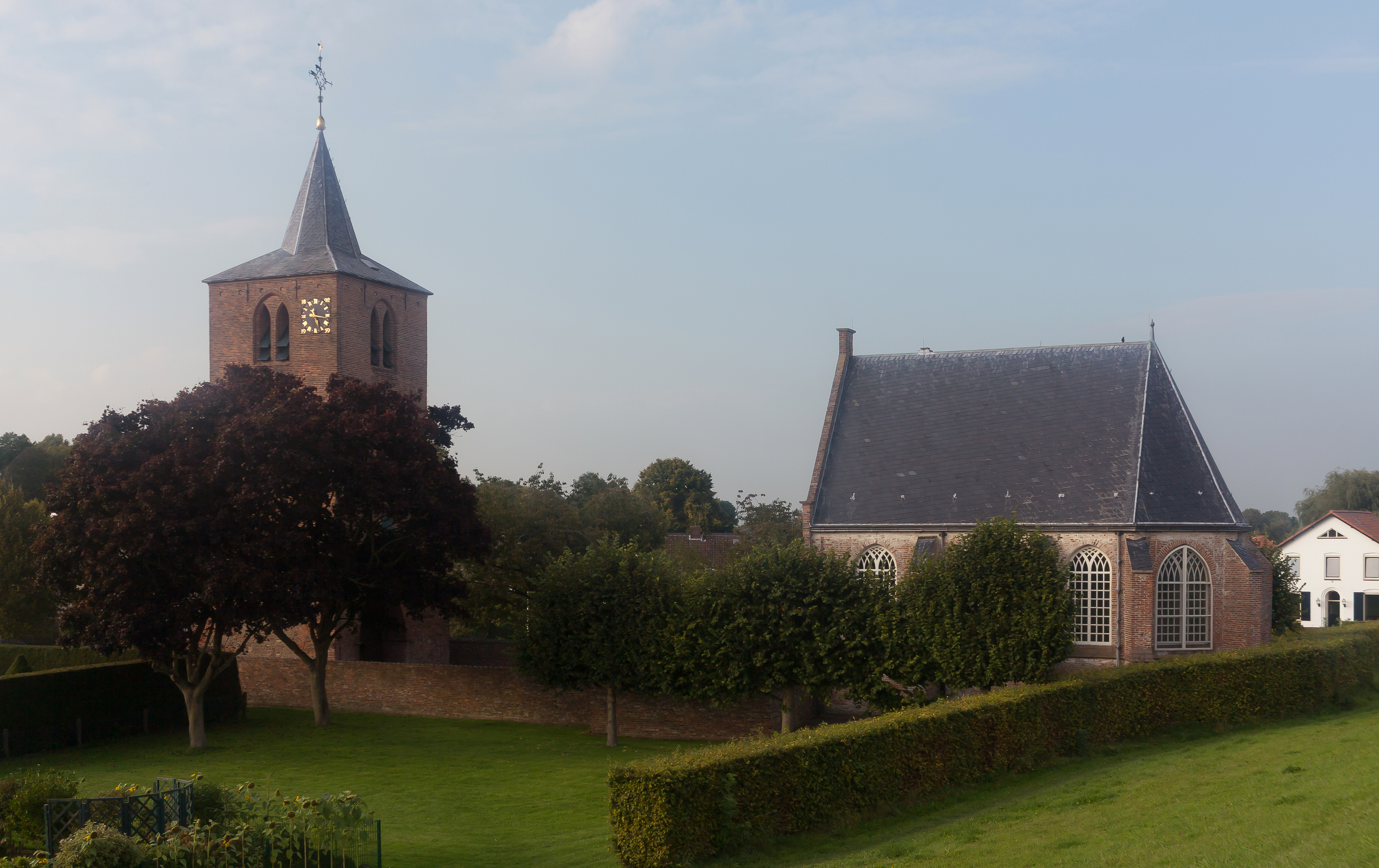
Gendt, l'église protestante
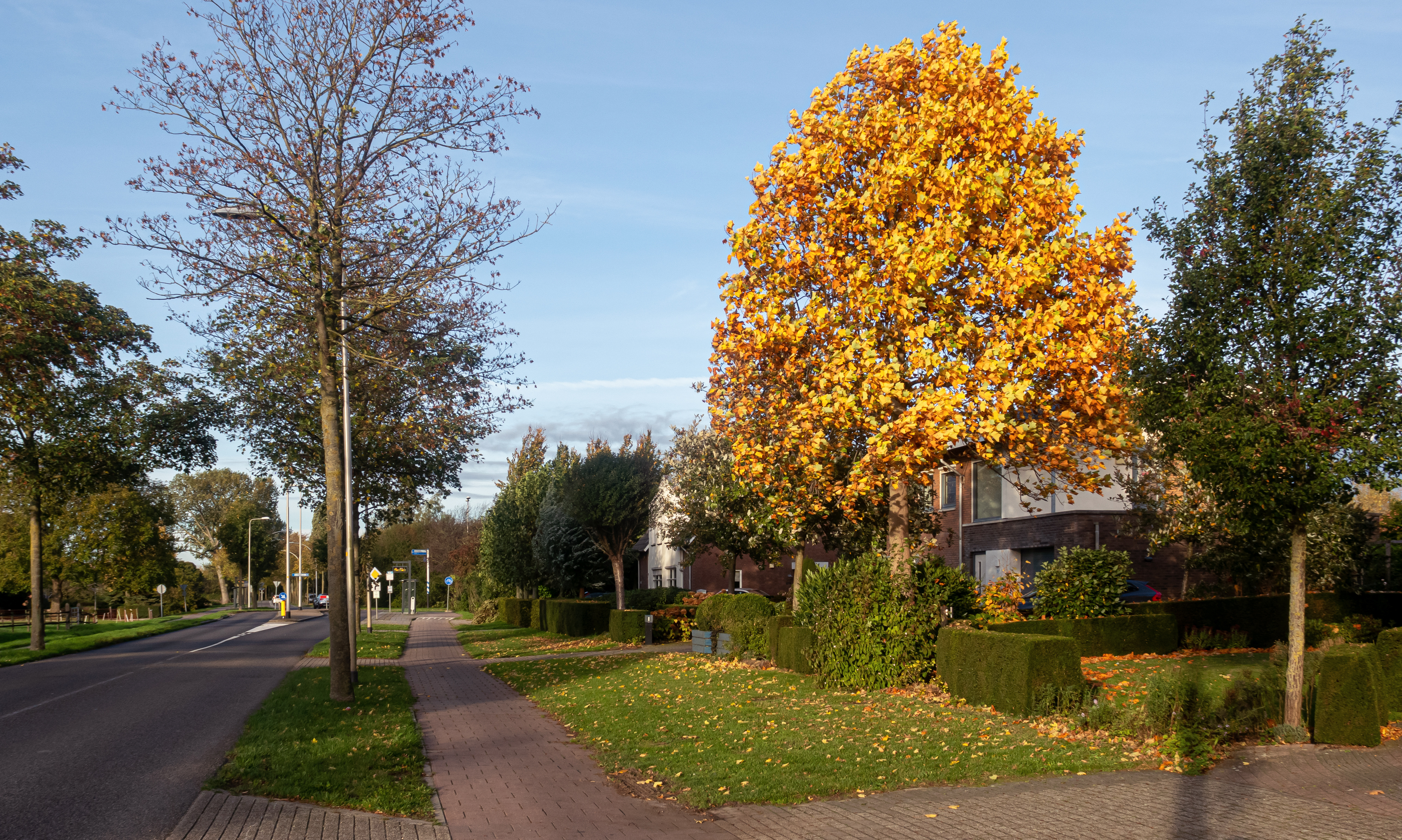
Bemmel, vue sur la rue: la Ressensesstraat
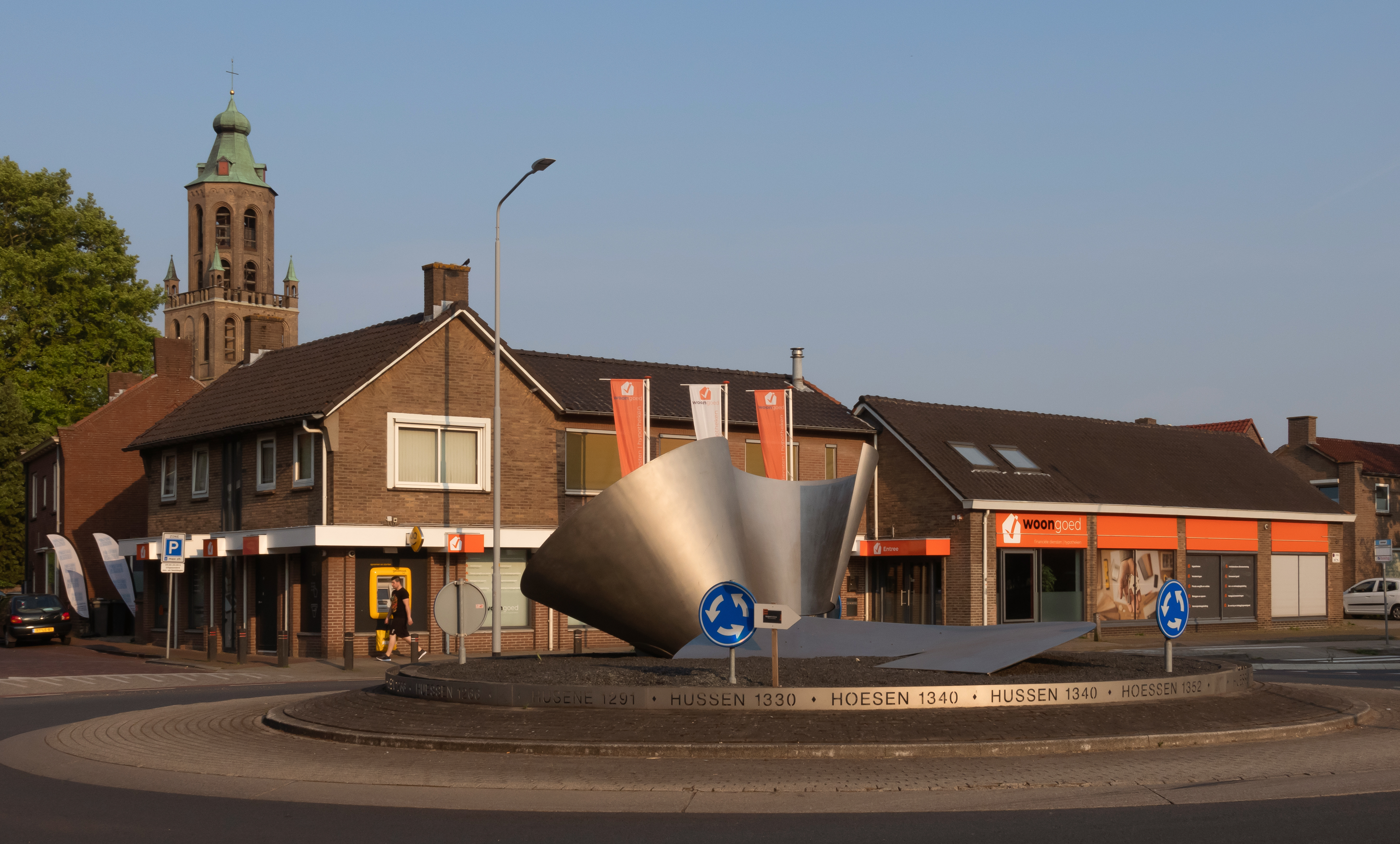
Huissen, la sculpture de l'histoire de Huissen
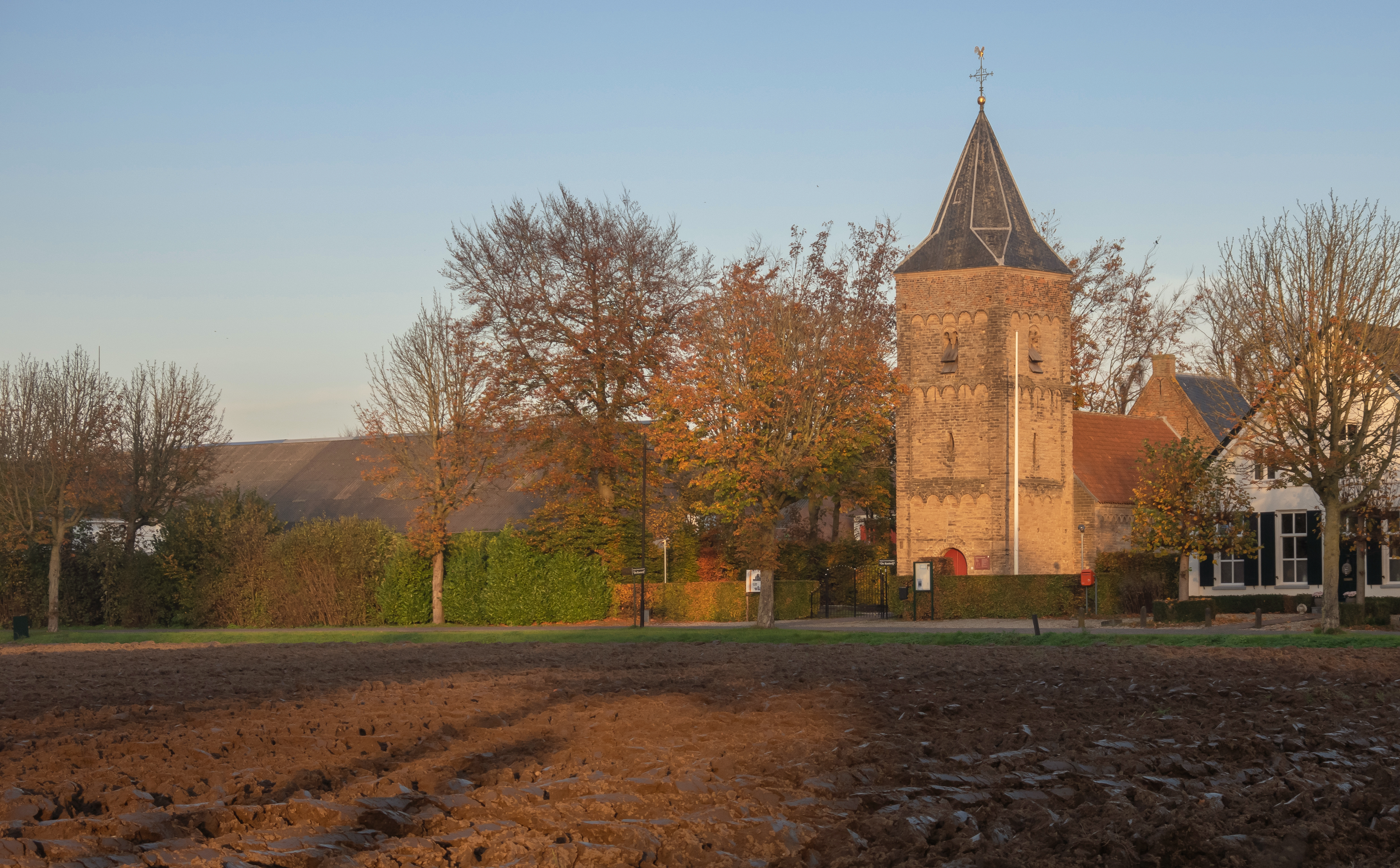
Ressen, l'église protestante depuis la Hoeksehofstraat